# Jaegerina plicata
Jaegerina plicata är en bladmossart som beskrevs av Cardot in Grandidier 1915. Jaegerina plicata ingår i släktet Jaegerina och familjen Pterobryaceae. Inga underarter finns listade i Catalogue of Life.